# 施獭蛤
施獭蛤（学名：Lutraria sieboldii），亦作施氏獭蛤，俗称象鼻螺，是帘蛤目马珂蛤科獭蛤属的一种。

## 描述
本物種的生长速度较快，一龄贝平均壳长可以达到60毫米以上，平均壳长約84毫米。而且其足部和水管非常发达，肉质鲜美，所以经济价值较高。一般只要養殖年半就可達至推出市面售賣的大小。

## 分佈
本物種自然分布于热带、亚热带的海区。世界分布地點
在中国大陆和台湾都有分佈，但在中國大陸的分佈主要在廣東、浙江舟山外海、广西北部灣和海南清瀾港外的部分沙或沙泥底质的海区。
常栖息在潮下带42－78米。